# Kodiak Indítókomplexum
A Kodiak Indítókomplexumot (Kodiak Launch Complex) 1998-ban hozta létre az amerikai Alaska Aerospace Development Corporation az alaszkai Kodiak-szigetén, kereskedelmi indítások helyszínéül. Az indítókomplexum földrajzi pozíciója miatt az egyik legjobb hely poláris indításokra. 1998-óta folyamatosan végez szuborbitális rakétaindításokat a komplexumból az USAF. Ezek mellett 2001. szeptember 30-án az Athena-1 rakétával orbitális pályára történő felbocsátás is volt, 4 műholddal a fedélzetén. További 2 indítás történt innen föld körüli pályára Minotaur IV rakétával 2010 és 2011 folyamán.

## Külső hivatkozások
- astronautix.com